# Najděte mě
Najděte mě (anglicky Finding Me: A Decade of Darkness, a Life Reclaimed) je biografická kniha vydaná v roce 2015 jako paměti Michelle Knightové, na kterých spolupracovala Michelle Burfordová. Děj vypráví příběh dětství, odcizení od rodiny, boj za péči o malého syna a následně únosu, znásilňování, mučení a držení v zajetí více než deset let únoscem Arielem Castrem.
Kniha sloužila jako předloha televiznímu filmu Clevelandský únos.